# EclipseLink
EclipseLink ist ein Open-Source-Persistenz- und ORM-Framework der Eclipse Foundation. EclipseLink ermöglicht die Interaktion mit verschiedenen Datensystemen, Datenbanken, Web-Diensten, Object XML Mappings (OXM) und Enterprise Information Systemen (EIS).
EclipseLink unterstützt eine Reihe von Standards wie:
- Jakarta Persistence API (JPA)
- Java Architecture for XML Binding (JAXB)
- Java EE Connector Architecture (JCA)
- Service Data Objects (SDO)
- OSGi

EclipseLink ist die Referenzimplementierung für die Jakarta Persistence API (JPA) 2.0.

## Geschichte
EclipseLink basiert auf TopLink, von dem Oracle einen großen Teil des Quellcodes für den Start des EclipseLink-Projektes beigesteuert hat. Im Gegensatz zur Beistellung von TopLink Essentials für Glassfish, wo einige wichtige Enterprise Features fehlten, entsprach die Beistellung für EclipseLink der TopLink 11g Version bis auf die EJB 2 Container Managed Persistence und wenige Oracle Application Server spezifische Integrationen. Sie enthält auch die TopLink Mapping Workbench UI für das grafische Mappen von Objekten zu Tabellen. Es wurden lediglich die Paketnamen geändert und ein Teil des Codes und der Konfiguration verschoben.
Die erste Version von EclipseLink (1.0) erschien am 8. Juli 2008. Die Version 1.1 folgte am 11. März 2009 und brachte neben Bugfixes Verbesserungen zu JPA, SDO 2.1.1 und Data Access Service, sowie DBWS, eine Möglichkeit um mittels Web Service auf Relationale Datenbanken zuzugreifen. EclipseLink 2.0 mit Unterstützung für JPA 2.0 ist in der finalen Version am 10. Dezember 2009 erschienen.
Am 9. Februar 2021 wurde EclipseLink 3.0.0 veröffentlicht. Diese Version bringt Unterstützung für Jakarta EE 9 sowie Java 8 bzw. 11 und übernimmt die neuen jakarta.* Paket-Namensräume.
Am 19. Oktober 2022 wurde EclipseLink 4.0.0 veröffentlicht. Diese Version bringt Unterstützung für Jakarta EE 10 und implementiert als Referenzimplementation (RI) die JPA 3.1 Spezifikation. Eine Java 11 JVM ist jetzt die minimale Laufzeitumgebung.